# Albanatto
Albanatto fu, secondo lo storico Goffredo di Monmouth, il sovrano fondatore di Alba (il nome della Scozia in lingua gaelica scozzese).
La sua storia è raccontata nella Historia Regum Britanniae. Secondo la leggenda, Albanatto (Albanactus) era il più giovane dei figli di Bruto, un discendente di Enea di Troia. Dopo la morte di Bruto, il figlio più anziano, Locrino, ebbe la Loegria (Inghilterra), il mezzano, Camber, la Cambria (Galles) e il più giovane, Albanatto, Alba, appunto la Scozia. La tradizione racconta che Albanatto fu ucciso poco dopo la sua salita al trono da Humber, re degli unni. Quest'ultimo invase la Scozia dalla Germania, uccidendo Albanatto in battaglia. Ciò costrinse gli abitanti di Alba a fuggire verso sud presso Locrino, che, alleatosi con il fratello Camber, mosse guerra a Humber, sconfiggendolo e uccidendolo presso l'omonimo fiume.
In seguito i re d'Inghilterra, in particolare Edoardo I, utilizzarono la leggenda di Bruto e Albanatto per rivendicare il loro diritto di possesso sulla Scozia, argomentando che l'Inghilterra aveva uno status superiore alla Scozia, dato che Locrino era il fratello maggiore. La stessa motivazione venne accampata per rivendicare il dominio sul Galles.
Nonostante l'opera di Goffredo di Monmouth fu molto influente tra gli inglesi, nei miti scozzesi sulle origini Albanatto occupa poco spazio. Gli scozzesi preferiscono sottolineare la loro origine gaelica, e quindi la discendenza da Goídel Glas e da sua moglie Scota, personaggi presenti anche nella mitologia irlandese e in particolare nel Lebor Gabála Érenn.